# Hoffman Ledge
Hoffman Ledge är en bergstopp i Antarktis. Den ligger i Östantarktis. Nya Zeeland gör anspråk på området. Toppen på Hoffman Ledge är 1 000 meter över havet, eller 104 meter över den omgivande terrängen. Bredden vid basen är 0,84 km.
Terrängen runt Hoffman Ledge är varierad. Trakten är obefolkad. Det finns inga samhällen i närheten. 